# Leopold Levy
Leopold Levy (geboren 15. August 1870 in Inowrazlaw, Preußen; gestorben 15. September 1939 in Inowrazlaw, Polen) war ein deutsch-polnischer Industrieunternehmer und Politiker.

## Leben
Leopold Levy war ein Sohn des Julius Levy. Er studierte Rechts- und Staatswissenschaften und wurde promoviert. Er fand zunächst Arbeit bei der Breslauer Diskontogesellschaft. Ab 1897 war er Gerichtsassessor und ab 1900 Hilfsrichter beim Landgericht Bromberg. Nach dem Tod des Vaters übernahm er 1902 dessen Funktionen in den Fabriken (Kalk, Steine, Zucker, Schnaps) und Handelsbetrieben des Familienunternehmens, in der Handelskammer in Bromberg und auch im Verband der ostdeutschen Industriellen und er wurde Vorsitzender des Vereins Deutscher Kalkwerke. Levy war Mitglied der Nationalliberalen Partei und wurde 1904 Stadtverordneter in Inowrazlaw, das zwischen 1904 und 1920 auf den Namen Hohensalza umbenannt war. 1905 wurde er stellvertretender und 1908 Stadtverordnetenvorsteher. Levy wurde in den Provinziallandtag der preußischen Provinz Posen gewählt.
Bei einer Nachwahl 1911 im Wahlkreis Schubin-Hohensalza wurde er mit dem  Dreiklassenwahlrecht ins Preußische Abgeordnetenhaus gewählt und 1913 wiedergewählt. Levy trat im Parlament bis zu dessen Ende 1918 gegen die Einführung des Reichstagswahlrechts in Preußen ein, er war der einzige jüdische Abgeordnete im Abgeordnetenhaus in dieser Haltung, die sich an den Ostmarkenverein anlehnte. Die polnische Bevölkerungsmehrheit hätte ihm sicher das  Wahlkreismandat gekostet (Ernest Hamburger, 1968).
Auch nachdem Levys Geburtsstadt 1918 polnisch wurde, hatte er noch bis 1925 einen Sitz im Stadtparlament von Inowrocław.
Levy wurde während der Eroberung Polens durch die deutsche Wehrmacht von den Deutschen erschossen.